# Primnoella chilensis
Primnoella chilensis is een zachte koraalsoort uit de familie Primnoidae. De koraalsoort komt uit het geslacht Primnoella. Primnoella chilensis werd in 1894 voor het eerst wetenschappelijk beschreven door Phillipi. 